# Axialtid
Axialtiden  är ett omdiskuterat begrepp myntat 1949 av den tyske psykiatrikern och religionsfilosofen Karl Jaspers, vilket syftar på tidsperioden mellan 800 och 200 f.Kr., vilken han menade var ovanligt rik på filosofiska och religiösa ansträngningar och genombrott. De värderingar som växte fram under dessa drygt 600 år ger, enligt några författare inom religion och filosofi, än idag många människor andlig näring. Perioden ter sig som en drivaxel för mänskligheten. Under denna period levde och verkade, för att nämna några, Siddhartha Gautama (Buddha), de stora israelitiska skriftprofeterna Jesaja, Jeremia, Hesekiel och Daniel, de kinesiska filosoferna Konfucius och Lao Zi, den iranske religionsgrundaren Zarathustra samt filosoferna Sokrates, Platon och Aristoteles i Grekland. Under samma period möjliggjordes kulturmöten och korsbefruktningar mellan filosofier och religioner genom Alexander den stores, Nebukadnessar IIs och Kyros den stores erövringskrig. Århundradena före Kristus kännetecknades av handel, kolonisering och krig – någonting som frambringade en accelererande utveckling på de kulturella, religiösa och filosofiska områdena.
Begreppet myntades som Achsenzeit (axeltid) av den tyske filosofen Karl Jaspers för att beskriva en period, under vilken han menade att snarlikt revolutionerande tänkande växte fram såväl i Kina och Indien som i Västerlandet.
I sin Vom Ursprung und Ziel der Geschichte (Historiens ursprung och mål 1951) identifierar Jaspers ett antal av axialtidens nyckeltänkare, som har haft avgörande inflytande på framtida filosofi och religion. Teorin har figurerat på akademiska konferenser. Vidare har religionshistorikern Karen Armstrong utforskat perioden i sin The Great Transformation, vilken även har tagits upp i en essä i Dagens Nyheter (2006).